# 1971 في أوغندا
فيما يلي قوائم الأحداث التي وقعت خلال عام 1971 في أوغندا.

## سياسة

### تعيين في المنصب
- 25 يناير – عيدي أمين رئيس أوغندا [الإنجليزية]‏.

### انتهاء فترة المنصب
- 25 يناير – ميلتون أوبوتي رئيس أوغندا [الإنجليزية]‏.

## رياضة
- 1 يناير – دوري السوبر الأوغندي 1971 الفائز نادي سيمبا.
- 1 يناير – كأس أوغندا 1971 الفائز Coffee United SC [الإنجليزية]‏.

## مواليد

### نوفمبر
- 4 نوفمبر – فريد موتوييتا ملاكم أوغندي.